# Stijve windhalm
De stijve windhalm (Apera interrupta, synoniem: Agrostis interrupta) is een eenjarige plant, die behoort tot de grassenfamilie. Van nature komt de soort voor in het Middellandse Zeegebied en heeft zich vandaar uit verder verspreid naar West- en Midden-Europa, Zuidwest- en Midden-Azië, Noordwest-Afrika en in Noord-Amerika. In Nederland is de stijve windhalm ingeburgerd tussen 1975 en 1999 en staat op de Nederlandse Rode Lijst 2012 als zeldzaam en stabiel of toegenomen.
De plant wordt 20 tot 60 cm hoog. De 1-3 mm brede, kale bladeren zijn vlak of ingerold. Ook de bladschede is kaal. Het vliezige tongetje is 3-10 mm lang.
De plant bloeit van mei tot begin juni met een 6-18 cm lange pluim, die smal, sterk samengetrokken is en korte rechtopstaande zijtakken heeft. De aartjes zijn 2-2,8 mm lang. Het onderste kroonkafje heeft een 5-10 mm lange kafnaald. De helmknoppen zijn 0,3 tot 0,5 mm lang.

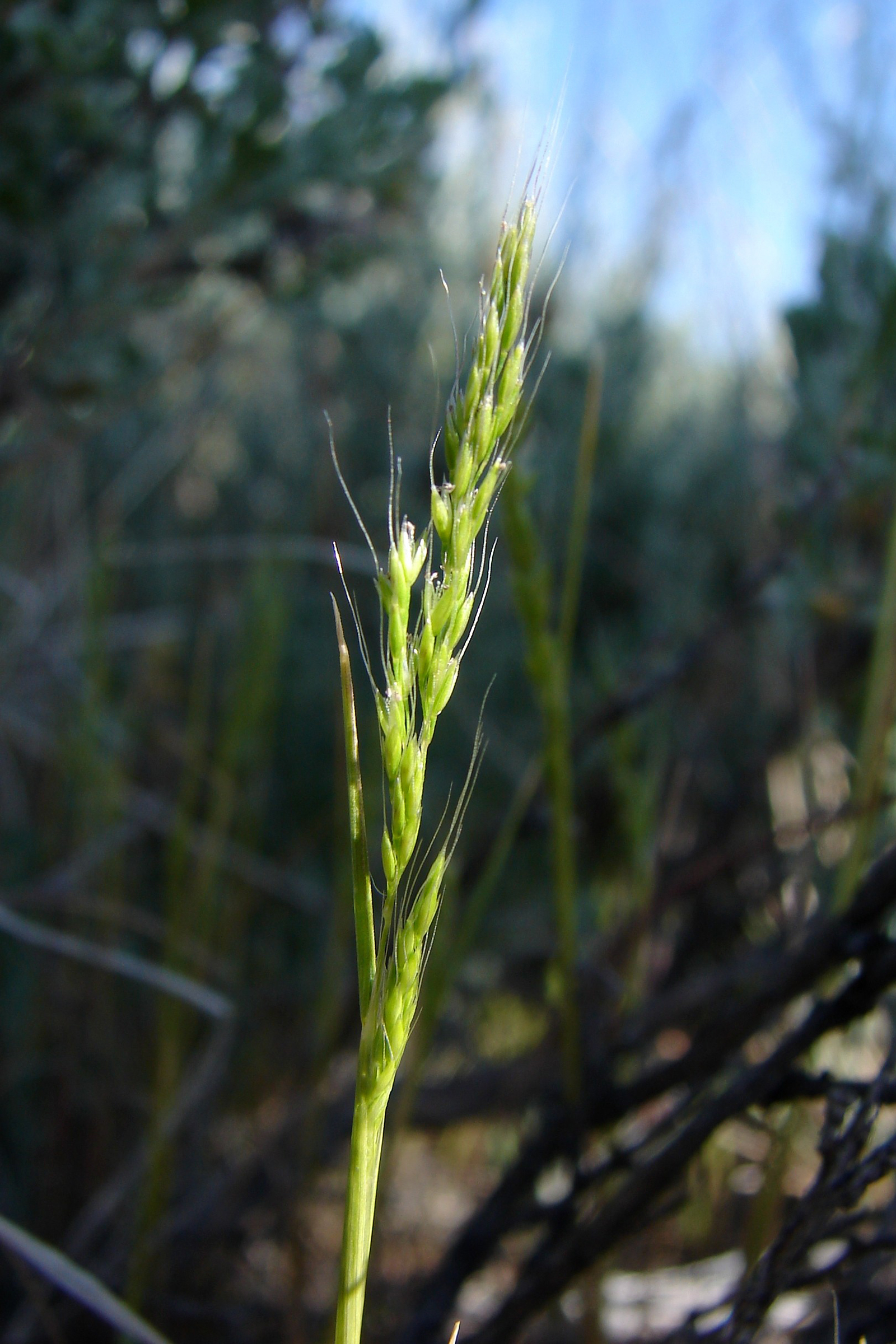
Bloeiwijze

De vrucht is een graanvrucht.

## Voorkomen
Stijve windhalm komt voor op braakliggende, droge, voedselrijke zandgrond, in graanakkers en op spoorwegterreinen.